# Монваль-сюр-Луар
Монваль-сюр-Луар (фр. Montval-sur-Loir) — муніципалітет у Франції, у регіоні Пеї-де-ла-Луар, департамент Сарта. Монваль-сюр-Луар утворено 1 жовтня 2016 року шляхом злиття муніципалітетів Шато-дю-Луар, Монтабон i Вувре-сюр-Луар. Адміністративним центром муніципалітету є Шато-дю-Луар. Населення — 5805 осіб (01.01.2021).